# بیتا سحرخیز
بیتا سحرخیز (متولد ۲۱ آذر ۱۳۶۱ در تهران) بازیگر سینما، تلویزیون و تئاتر ایرانی است.

## زندگی‌نامه
بیتا سحرخیز متولد تهران است. او فارغ‌التحصیل رشته کارشناسی دبیری از دانشگاه تاکستان است.
وی فعالیت سینمایی خود را از سال ۱۳۸۴ با فیلم «فقط چشمهایت رو ببند» آغاز کرد.

## فیلم‌شناسی

### سینمایی
| سال  | عنوان            | کارگردان        |
| ---- | ---------------- | --------------- |
| ۱۳۸۴ | نسکافه داغ داغ   | علی قوی تن      |
| ۱۳۸۵ | فقط چشم‌هاتو ببند | علیرضا امینی    |
| ۱۳۸۶ | هم‌خانه           | مهرداد فرید     |
| ۱۳۸۷ | انعکاس           | رضا کریمی       |
| ۱۳۸۸ | نیش زنبور        | حمیدرضا صلاحمند |
| ۱۳۹۳ | خبر خاصی نیست    | مصطفی شایسته    |
| ۱۳۹۵ | من یک کارگرم     | حسین رضازاده    |

### تلویزیونی
| سال  | عنوان             | کارگردان                     | شبکه پخش کننده |
| ---- | ----------------- | ---------------------------- | -------------- |
| ۱۳۸۶ | راه بی‌پایان       | همایون اسعدیان               | شبکه سه        |
| ۱۳۸۷ | ترانه مادری       | حسین سهیلی زاده              | شبکه سه        |
| ۱۳۸۸ | عید امسال         | سعید آقاخانی                 | شبکه پنج       |
| ۱۳۸۸ | بی کسی            | آرش قادری                    |                |
| ۱۳۸۸ | بهار، قبل و بعد   | شاهد احمدلو                  |                |
| ۱۳۸۹ | نون و ریحون       | فرزاد مؤتمن                  | شبکه پنج       |
| ۱۳۸۹ | گام‌های معلق       | شاهرخ دولکو                  |                |
| ۱۳۹۰ | مهمانان ویژه      | سید جواد رضویان              | شبکه پنج       |
| ۱۳۹۲ | تله‌فیلم یاور      | علی شاه حاتمی                |                |
| ۱۳۹۵ | ماه و پلنگ        | احمد امینی                   | شبکه سه        |
| ۱۳۹۶ | شکوه یک زندگی     | رضا بهشتی                    | شبکه دو        |
| ۱۳۹۸ | آچمز              | مهرداد خوشبخت                | شبکه سه        |
| ۱۳۹۸ | به رنگ خاک        | حسن لفافیان و سید محسن یوسفی | شبکه یک        |
| ۱۳۹۸ | سرگذشت            | سید جمال سید حاتمی           | شبکه یک        |
| ۱۳۹۹ | کامیون            | سید مسعود اطیابی             | شبکه دو        |
| ١۴٠٠ | در کنار پروانه ها | داریوش یاری                  | شبکه دو        |

### نمایش خانگی
| سال  | عنوان     | کارگردان      | شبکه پخش کننده |
| ---- | --------- | ------------- | -------------- |
| ١۴٠١ | جناب عالی | عادل تبریزی   | تلوبیون        |
| ۱۴۰۲ | ناتو      | مهدی صفی یاری | فیلم نت        |
| ۱۴۰۳ | اسکار     | مهران مدیری   | فیلیمو         |
| ۱۴۰۳ | قهوه پدری | مهران مدیری   | فیلم نت        |